# Guglielmo Segato
Guglielmo Segato (Padova, 23 marzo 1906 – Motta di Livenza, 19 luglio 1979) è stato un ciclista su strada italiano.

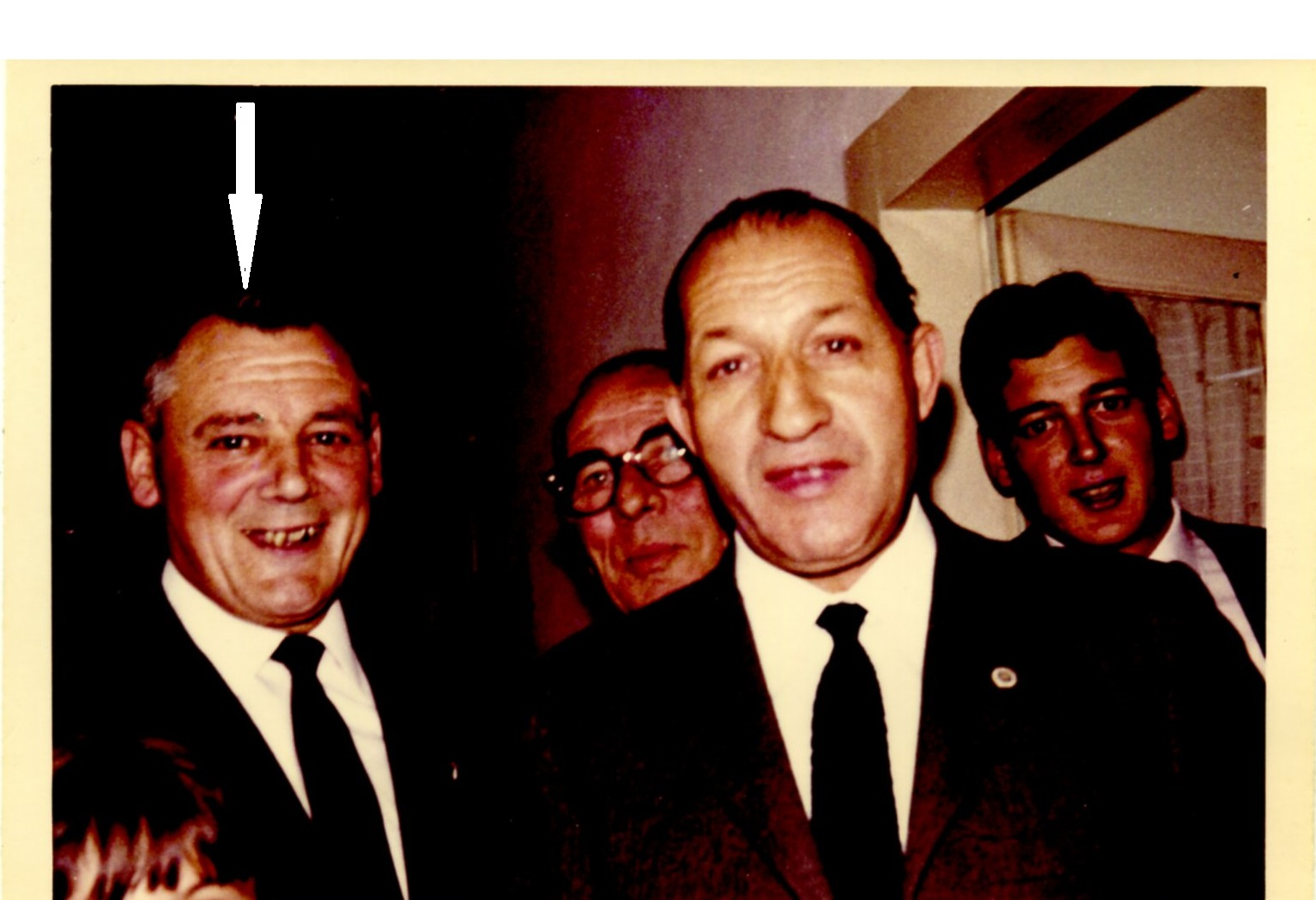
Guglielmo Segato (a sinistra) con il figlio (a destra) durante la visita dell'amico Gino Bartali (al centro) a Motta di livenza il 15 giugno 1965

Attivo come dilettante e indipendente a inizio anni 1930 con il Veloce Club Vicenza, ai Giochi olimpici 1932 a Los Angeles fu medaglia d'argento nella prova individuale e medaglia d'oro nella prova a squadre con Giuseppe Olmo e Attilio Pavesi.
Famoso tra gli appassionati e le squadre della zona il suo punto vendita e riparazione di cicli in Piazza San Rocco a Motta di Livenza, funzionante dal ritiro dall'attività agonistica fino al pensionamento. Fu visitato dall'amico Gino Bartali nel giugno 1965.

## Palmarès
- 1932 (dilettanti)

Giochi olimpici, Corsa a squadre

## Piazzamenti

### Grandi Giri
- Giro d'Italia

1933: 33º

### Competizioni mondiali
- Giochi olimpici

Los Angeles 1932 - Individuale: 2º
Los Angeles 1932 - A squadre: vincitore